# Драгиша Бинич
Драгиша Бинич е сръбски футболист.

## Национален отбор
Записал е и 3 мача за националния отбор на Югославия.
| Югославия | Югославия | Югославия |
| Година    | Мачове    | Голове    |
| --------- | --------- | --------- |
| 1990      | 1         | 0         |
| 1991      | 2         | 1         |
| Общо      | 3         | 1         |